# Ugni candollei
Ugni candollei (Syn.: Myrtus candollei Barnéoud, Myrtus krausei Phil., Ugni krausei (Phil.) Berg, Ugni candollei f. litoralis Kausel, Ugni candollei f. monticola Kausel) ist eine Pflanzenart aus der Familie der Myrtengewächse (Myrtaceae). Der spanische Trivialname ist Murta blanca oder Murta tautau.

## Beschreibung
Ugni candollei ist ein immergrüner Strauch, der Wuchshöhen von bis 2 m erreicht. Die Rinde junger Zweige, die Blätter, Blütenstiele und Früchte sind mehr oder weniger behaart. Die kreuzgegenständig angeordneten, einfachen und kurz gestielten, spitzen oder bespitzten Laubblätter sind oberseits glänzend dunkelgrün, ei- bis lanzettförmig oder verkehrt-eiförmigen, mit deutlich eingesunkener Mittelader. Der behaarte Blattstiel ist 1 bis 3 mm lang. Die ganzrandige und dickledrige Blattspreite ist 1 bis 3 cm lang und 0,4 bis 0,7 cm breit. Die Nervatur ist gefiedert mit schwachen, undeutlichen Seitenadern.
Die zwittrigen, kleinen, hängenden und achselständigen, langstieligen Blüten mit doppelter Blütenhülle sind vier- bis fünfzählig. Unter den Blüten stehen zwei kleine, schmale Hochblätter. Die schmal-dreieckigen Kelchblätter sind frei am becherförmigen, mehr oder weniger behaarten Blütenbecher. Die rein weißen, freien und dachigen Kronblätter sind 6 bis 9 mm groß. Es sind 50 bis 120 kurze, 2 bis 3 mm lange Staubblätter vorhanden. Der konische Griffel ist 3 bis 6 mm lang, der dreikammerige Fruchtknoten ist unterständig. Es ist ein kahler Diskus vorhanden.
Die kleinen, fein behaarten und fast rundlichen, vielsamigen Beerenfrüchte mit den beständigen Kelchblättern und Diskusresten an der Spitze weisen einen Durchmesser von bis 13 mm auf und reifen rot ab. Die Samen sind bis 2 mm groß.

## Verbreitung
Die Heimat im südlichen Chile reicht von Region VII und X an feuchten Standorten in Küstennähe.

## Verwendung
Ugni candollei wird als Ziergehölz verwendet.